# N-6
A N-6, antes chamada N-VI e também conhecida como estrada da Corunha (em castelhano: carretera de La Coruña) é uma estrada radial que une Madrid com a Corunha, atravessando as cidades de Tordesilhas, Benavente, Astorga, Ponferrada e Lugo. Em grande parte do seu percurso, a N-6 foi desdobrada na autoestrada A-6 (Autovía del Noroeste).